# Martin Sinković
Martin Sinković (Zagreb, Yugoslavia, 10 de noviembre de 1989) es un deportista croata que compite en remo. Su hermano Valent compite en el mismo deporte.
Participó en cuatro Juegos Olímpicos de Verano, obteniendo cuatro medallas, plata en Londres 2012 (cuatro scull), oro en Río de Janeiro 2016 (doble scull), oro en Tokio 2020 (dos sin timonel) y oro en París 2024 (dos sin timonel).
Ganó nueve medallas en el Campeonato Mundial de Remo entre los años 2010 y 2023, y diez medallas en el Campeonato Europeo de Remo entre los años 2010 y 2025.

## Palmarés internacional
| Juegos Olímpicos   | Juegos Olímpicos            | Juegos Olímpicos  | Juegos Olímpicos   |
| Año                | Lugar                       | Medalla           | Prueba             |
| ------------------ | --------------------------- | ----------------- | ------------------ |
| 2012               | Londres (Reino Unido)       | Medalla de plata  | Cuatro scull       |
| 2016               | Río de Janeiro (Brasil)     | Medalla de oro    | Doble scull        |
| 2020               | Tokio (Japón)               | Medalla de oro    | Dos sin timonel    |
| 2024               | París (Francia)             | Medalla de oro    | Dos sin timonel    |
| Campeonato Mundial |                             |                   |                    |
| Año                | Lugar                       | Medalla           | Prueba             |
| 2010               | Cambridge (Nueva Zelanda)   | Medalla de oro    | Cuatro scull       |
| 2011               | Bled (Eslovenia)            | Medalla de bronce | Cuatro scull       |
| 2013               | Chungju (Corea del Sur)     | Medalla de oro    | Cuatro scull       |
| 2014               | Ámsterdam (Países Bajos)    | Medalla de oro    | Doble scull        |
| 2015               | Aiguebelette (Francia)      | Medalla de oro    | Doble scull        |
| 2017               | Sarasota (Estados Unidos)   | Medalla de plata  | Dos sin timonel    |
| 2018               | Plovdiv (Bulgaria)          | Medalla de oro    | Dos sin timonel    |
| 2019               | Ottensheim (Austria)        | Medalla de oro    | Dos sin timonel    |
| 2023               | Belgrado (Serbia)           | Medalla de plata  | Doble scull        |
| Campeonato Europeo |                             |                   |                    |
| Año                | Lugar                       | Medalla           | Prueba             |
| 2010               | Montemor-o-Velho (Portugal) | Medalla de plata  | Cuatro scull       |
| 2012               | Varese (Italia)             | Medalla de oro    | Doble scull        |
| 2016               | Brandeburgo (Alemania)      | Medalla de oro    | Doble scull        |
| 2018               | Glasgow (Reino Unido)       | Medalla de oro    | Dos sin timonel    |
| 2019               | Lucerna (Suiza)             | Medalla de oro    | Dos sin timonel    |
| 2020               | Poznań (Polonia)            | Medalla de plata  | Dos sin timonel    |
| 2021               | Varese (Italia)             | Medalla de oro    | Dos sin timonel    |
| 2022               | Múnich (Alemania)           | Medalla de oro    | Doble scull        |
| 2023               | Bled (Eslovenia)            | Medalla de oro    | Doble scull        |
| 2025               | Plovdiv (Bulgaria)          | Medalla de plata  | Cuatro sin timonel |